# Giusy Amato
Giusy Amato, all'anagrafe Giuseppa Amato (Trapani, 27 maggio 1964), è un'attrice e conduttrice televisiva italiana.

## Biografia
Frequenta l'Istituto Professionale per il Commercio di Trapani e a 18 anni si trasferisce a Roma. Prima di iniziare la sua carriera artistica, collabora con diversi giornali e scrive fotoromanzi. Scrivere è una delle sue passioni, insieme ai viaggi e agli animali. Studia anche canto e danza. Comincia a lavorare per diverse emittenti televisive per poi debuttare in Rai con il programma Aperto per ferie, al fianco di Toni Garrani e Michele Mirabella. Subito dopo conduce Week End, dopodiché approda alla testata giornalistica Rai in Prima che sia gol, con Michele Giammarioli. Parteciperà anche a Sereno variabile, con Osvaldo Bevilacqua.
In teatro ha lavorato con Oreste Lionello, Mita Medici, Martine Brochard, Salvatore Marino.
Nel cinema è stata diretta da Carlo Lizzani in Mamma Ebe, e da Carlo Vanzina in Anni '60.
Ha partecipato a fiction, come La squadra; Un posto al sole; Professione fantasma, con Massimo Lopez, per la regia di Vittorio De Sisti; Diritto di difesa, con Martina Colombari e la regia di Gianfrancesco Lazotti e Donatella Maiorca; Un medico in famiglia, accanto a Lino Banfi; I Cesaroni, con Claudio Amendola, Antonello Fassari e Max Tortora, con la regia di Stefano Vicario; L'onore e il rispetto; Studio Battaglia.
Testimonial di diverse campagne pubblicitarie, come Telecom Italia, Banca Commerciale Italiana, Cuki alluminio, Ariel (detersivo), Telefonia 3, Kimbo Caffè, Infostrada, Lines Perla, SuperEnalotto, Banca Popolare di Milano, BeTotal, Naima Profumerie.
Presentatrice di eventi e convention, come per la IP, in occasione dei mondiali di calcio del 1990, con Gabriella Carlucci e Maria Teresa Ruta; Vibostar, con Gabriella Carlucci e Michele Gammino; Oscar della musica, con Marco Senise e Amedeo Goria.
Ha collaborato con lo Studio Hangloose come doppiatrice in ambito pubblicitario/radiofonico.
Come autrice pubblica nel 2014 il romanzo Le nuvole nel cuore, nel 2015 una raccolta di monologhi brillanti dal titolo Perfide al punto giusto, nel 2017 il romanzo Lei non deve sapere e nel 2021 la raccolta di monologhi brillanti La quarantena delle donne.
Premio Colosseo d’oro 5.0 - Categoria Cultura e Spettacolo, 31ª edizione del tradizionale corso gestito per anni da Franco Moschetti, mentre nel 2021 è tenuto a battesimo dal giornalista e produttore Gennaro Ruggiero, che ne ha curato l’intera organizzazione e regia.

## Fiction
- La squadra – serie TV (1999)
- Un posto al sole – soap opera (1999)
- Professione fantasma[2] – serie TV (2001)
- Anni '60, regia di Carlo Vanzina – miniserie TV (2002)
- Diritto di difesa – serie TV (2004)
- Un medico in famiglia – serie TV (2010)
- I Cesaroni – serie TV (2011)
- L'onore e il rispetto – serie TV (2015)
- Studio Battaglia – serie TV (2022)

## Televisione
- Vibostar (1988)
- Aperto per ferie (1989)
- Week End (1993)
- Sereno variabile (1995)
- Prima che sia gol[3](1997)
- Sani e informati (2010)
- Verdetto finale (2011)
- Programmi su GM24 (HSE24)

## Cinema
- La vedova del trullo, regia di Franco Bottari (1979)
- Mamma Ebe, regia di Carlo Lizzani (1985)

## Teatro
- Papà, caro papà (1983)
- Fuori i Borboni (1983)
- Il signor Pourcegnauc (1984)
- L'uomo disabitato (1985)
- L'eredità dello zio buonanima (1985)
- La capannina (1994)
- Amore e ufficio (1994)
- Champagne e argento (1995)
- Interno con limoncello (1998)
- Cuori scoppiati (1999)
- L'eunuco (1999)
- Cellulari e microspie (2000)

## Pubblicità
- Telecom
- Banca Commerciale Italiana
- Cuki Alluminio
- Ariel
- Tre
- Kimbo
- Infostrada
- Lines Perla
- SuperEnalotto
- Banca Popolare di Milano
- Be-Total
- Naima Profumerie

## Opere
- Le nuvole nel cuore (2014)
- Perfide al punto giusto[4] (2015)
- Lei non deve sapere[5] (2017)
- La quarantena delle donne  (2021)